# Tom kha
Tom kha (thaï : ต้มข่า, rtgs : tom kha, prononcé [tôm kʰàː], littéralement « soupe de galanga ») est une soupe à base de lait de coco et de galanga, typique des cuisines thaïlandaise et laotienne.

## Ingrédients et variantes
En Thaïlande, la plupart des recettes de tom kha comprennent généralement du lait de coco, du galanga, des feuilles de kaffir, de la citronnelle, des petits piments, de la coriandre, de la sauce de poisson et du jus de citron vert. On ajoute parfois des piments frits.
L'ingrédient principal de la soupe peut varier. Le plus connu est le poulet, pour donner le tom kha kai (thaï : ต้มข่าไก่), on y ajoute souvent des champignons (volvaires). Les autres variantes incluent des fruits de mer (tom kha thale, thaï : ต้มข่าทะเล), des champignons (tom kha het, thaï : ต้มข่าเห็ด), du porc (tom kha mu, thaï : ต้มข่าหมู),  du tofu (tom kha taohu, thaï : ต้มข่าเต้าหู้) ou des légumes (tom kha phak, thaï : ต้มข่าผัก).
Dans un tom kha de style thaïlandais, l'aneth n'est pas utilisé, alors que dans un tom kha à la laotienne, l'aneth (phak si, lao : ຜັກ ຊີ) est utilisé. L'aneth est une plante commune qui est utilisée dans la cuisine laotienne. Le substitut des Thaïs à l'aneth (appelé en Thaïlande phak chi lao (thaï : ผักชีลาว) car il est connu localement comme une herbe laotienne) dans le tom kha est la coriandre (phak chi, thaï : ผักชี).
À la fin du XIXe siècle, le tom kha n'était pas encore une soupe. C'était un plat de poulet ou de canard mijoté dans un bouillon de noix de coco léger avec une quantité généreuse de galanga. Il était ensuite servi avec un chutney aigre-doux de piments frits.